# 뉴질랜드 요리

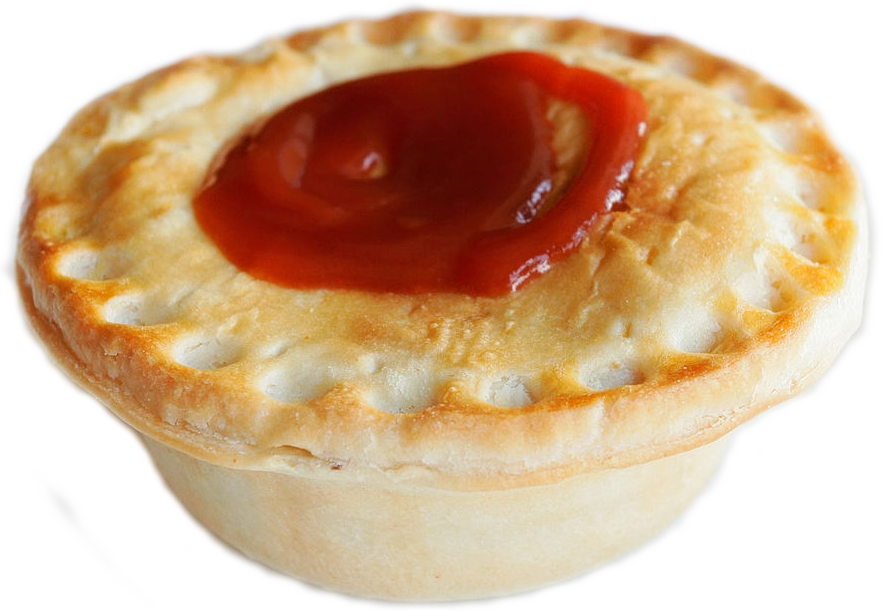
미트 파이

뉴질랜드 요리(New Zealand 料理, 영어: New Zealand cuisine 뉴 질런드 퀴진[*], 마오리어: kai Aotearoa 카이 아오테아로아)는 오스트랄라시아 지역에 있는 뉴질랜드의 요리이다. 주로 현지 식재료와 계절에 따라 달라진다. 섬나라인 뉴질랜드는 육지와 바다에서 농작물을 재배한다. 

## 마오리 음식

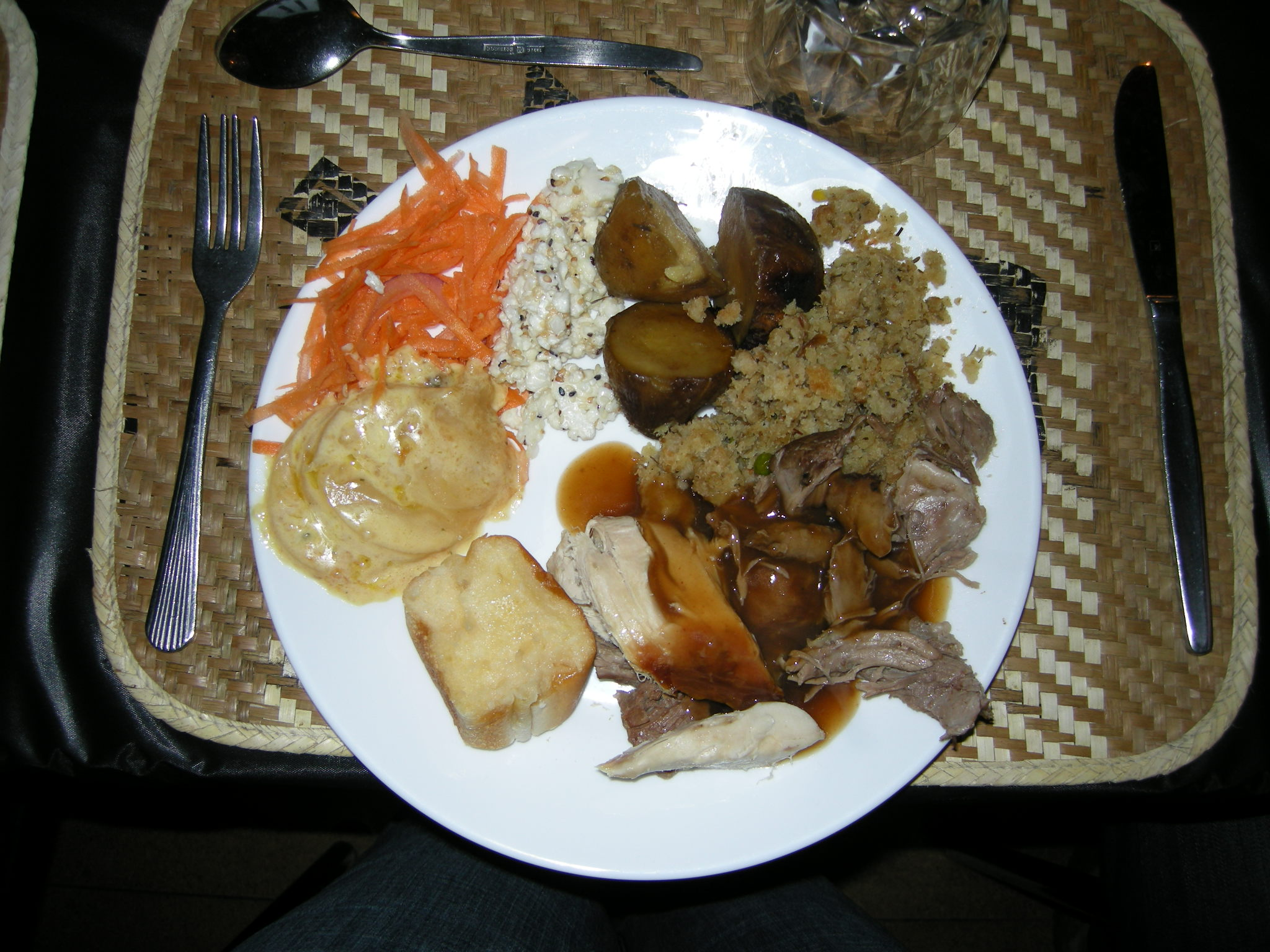

원주민 마오리족이 열대 폴리네시아에서 뉴질랜드로 건너왔을 때 고구마, 토란, 열대둥근마, 박 및 유카를 포함한 많은 식용 식물을 가져왔다. 해당 식물의 대부분은 북섬의 북부에서만 잘 자랐다. 쿠마라는 남섬 북부까지 재배할 수 있으며, 겨울동안 보관할 수 있는 주식이 되었다.

## 같이 보기
- 폴리네시아 요리